# Mikołaj Burda
Mikołaj Piotr Burda (Toruń, 8 de julio de 1982) es un deportista polaco que compitió en remo.
Ganó dos medallas en el Campeonato Mundial de Remo, en los años 2014 y 2019, y diez medallas en el Campeonato Europeo de Remo entre los años 2007 y 2020.
Participó en cinco Juegos Olímpicos de Verano, ocupando el octavo lugar en Atenas 2004 (ocho con timonel), el quinto en Pekín 2008 (ocho con timonel), el séptimo en Londres 2012 (ocho con timonel), el quinto en Río de Janeiro 2016 (ocho con timonel) y el séptimo en Tokio 2020 (cuatro sin timonel).

## Palmarés internacional
| Campeonato Mundial | Campeonato Mundial          | Campeonato Mundial | Campeonato Mundial |
| Año                | Lugar                       | Medalla            | Prueba             |
| ------------------ | --------------------------- | ------------------ | ------------------ |
| 2014               | Ámsterdam (Países Bajos)    | Medalla de bronce  | Ocho con timonel   |
| 2019               | Ottensheim (Austria)        | Medalla de oro     | Cuatro sin timonel |
| Campeonato Europeo |                             |                    |                    |
| Año                | Lugar                       | Medalla            | Prueba             |
| 2007               | Poznań (Polonia)            | Medalla de plata   | Ocho con timonel   |
| 2008               | Maratón (Grecia)            | Medalla de bronce  | Ocho con timonel   |
| 2009               | Brest (Bielorrusia)         | Medalla de oro     | Ocho con timonel   |
| 2010               | Montemor-o-Velho (Portugal) | Medalla de plata   | Ocho con timonel   |
| 2011               | Plovdiv (Bulgaria)          | Medalla de oro     | Ocho con timonel   |
| 2012               | Varese (Italia)             | Medalla de oro     | Ocho con timonel   |
| 2013               | Sevilla (España)            | Medalla de plata   | Ocho con timonel   |
| 2017               | Račice (República Checa)    | Medalla de plata   | Ocho con timonel   |
| 2019               | Lucerna (Suiza)             | Medalla de plata   | Cuatro sin timonel |
| 2020               | Poznań (Polonia)            | Medalla de bronce  | Cuatro sin timonel |